# Бордерлайн (альбом)
«Бордерлайн» (стилизовано как бордерлайн) — седьмой студийный альбом российской рок-певицы Земфиры, изданный в цифровом формате 26 февраля 2021 года, позже альбом был выпущен на виниле и CD. Певица записывала и дорабатывала альбом во время карантина, некоторые композиции уже существовали давно. Пластинка получила смешанные отзывы как от критиков, так и от самих слушателей. Название альбома отсылает к английскому наименованию пограничного расстройства личности (Borderline personality disorder). Из альбома было выпущено два сингла, «Крым (гитарная версия)» и «Остин», на последний был снят музыкальный клип. 26 февраля 2022 года Земфира выпустила deluxe-версию альбома. Пластинка получила новый мастеринг всех треков, а бонусом — акустические версии песен «таблетки», «жди меня» и cinematic-версию песни «камон».

## История создания и релиз
В августе 2018 года певица сообщила о прекращении концертной деятельности с целью работы над новым альбомом. 4 сентября 2018 года вышел сингл «Джозеф», написанный на стихи Иосифа Бродского. В ноябре 2019 года на фестивале «Parus» в Дубае Земфира исполнила две песни — «Abuse» и «Goodbye», не вышедшие официально. 1 апреля 2020 года появился сингл «Крым (гитарная версия)», а позже в Инстаграм певица анонсировала свой новый альбом, первый за семь лет. При этом Земфира не уточнила, какие из новых ранее опубликованных песен войдут в состав альбома. Также она анонсировала концертный тур, несмотря на то, что в 2016-м певица утверждала, что больше не будет продолжать свою концертную деятельность:
В эти странные дни, когда никто ничего не понимает, я сижу дома, каждый день хожу от одного инструмента к другому, пытаюсь облечь свои мысли и чувства в песни. Сейчас больше ничего сделать не могу. Хочу помогать старикам, хочу быть полезной. Такое время наступило — как в романах моего любимого Филипа Дика — неопределенное время. Пишу альбом, готов на две трети, но разве это важно сейчас? Нет. Важно — сидеть дома, беречь близких. У нас все будет. И альбом, и тур, и все на свете. Но сейчас мы все должны замереть, чтобы выжить.
— говорила Земфира в апреле 2020-го года.
В конце января 2021 года актриса Рената Литвинова назвала грядущий альбом гениальным. 19 февраля 2021 года вышла экранизированная композиция «Остин», посвящённая персонажу мобильных игр «Homescapes» и «Gardenscapes». В ночь 26 февраля состоялся официальный релиз пластинки, получившей название «Бордерлайн». Вместе с выходом альбома, на музыкальной платформе Apple Music Земфира рассказала о его создании и дала комментарии о каждой из песен. По словам певицы, одни из вошедших в релиз треков были написаны в период самоизоляции, другие существовали уже довольно давно. После выхода альбома певицу уличили в плагиате обложки альбома, сравнив её с релизом Leo Luganskiy Brdrlne (сокращенная версия слова borderline), который вышел на два года раньше «Бордерлайна». Многие эксперты согласились, что обложки почти идентичныЗемфира. отвечая своим поклонникам в телеграм канале сказала, что даже не знает этих музыкантов и о выходе этой пластинки не знала. 26 апреля 2021 года на песню «Пальто» вышел лирик-видео, видеоряд режиссировала Рената Литвинова. В августе 2021 года альбом вышел на виниле и CD, как и предыдущие релизы Земфиры.

## Критика
| Редакция    | Отзыв                                     |
| ----------- | ----------------------------------------- |
| Intermedia  | [ 16 ]                                    |
| ТАСС        | негативный                                |
| Афиша Daily | смешанный (2 положительных, 2 негативных) |
| Meduza      | положительный                             |
| Blue Print  | смешанный                                 |
| GQ Russia   | положительный                             |
| РБК         | положительный                             |
| Forbes      | негативный                                |

Земфира заранее не сообщала точную дату выхода новой пластинки, поэтому релиз оказался «сюрпризом». «Бордерлайн» получил смешанные отзывы как от критиков, так и от самих фанатов. Алексей Мажаев из Intermedia дал альбому 7,5 звёзд по десятибалльной шкале, сказав, что альбом в первую очередь надо слушать, а не пытаться найти в невнятных сложных песнях скрытые смыслы. Кадрия Садыкова из ТАСС написала негативный отзыв, сказав что Земфира не пытается раскрыть себя по-новому, а лишь продолжает делать песни в тех же условиях, что и в 2000-х годах. Рецензентка также подметила, что «Бордерлайн» совсем не вписывается в нынешние популярные жанры. Редакция «Афиша Daily» представила мнение одновременно четырёх критиков. Николай Овчинников сказал, что пластинка — эмиграция в прошлое, который мог бы заменить альбом «Спасибо» в 2007 году. Владимир Завьялов сказал, что Земфира написала действительно хороший альбом с «инструментальной безупречностью, недурственными мелодиями». Сначала Бордерлайн вызывает злость, но после нескольких прослушиваний от песен уже веет скукой — сказал рецензент Артём Макарский, сочувствуя Земфире за то, что она боится перемен и не хочет делать что-то новое и интересное. Кристина Сарханянц дала положительный отзыв, назвав «Жди меня» лучшей композицией в альбоме. Олег Кармунин из Forbes сказал, что альбом не звучит как «открытие» из-за нынешнего разнообразия музыкальной индустрии. Лев Ганкин написал для редакции Meduza, что музыка Земфиры «погрузилась в пограничное состояние» ещё давно, и продолжает в нем находиться. Юрий Яроцкий из The BluePrint сравнил «Бордерлайн» с фильмами Тарантино: когда выходят его фильмы, все бегут в кинотеатры и смотрят их, не важно, хороши они или плохи. Создательница телешоу «Орёл и Решка» Нателла Крапивина высказалась резко и негативно, сказав «если вам вдруг показалось, что дела у вас хуже некуда, смело включайте эту пластинку и поймете, что хуже всегда есть куда». Дмитрий Быков из GQ Russia назвал альбом сеансом психотерапии, подметив, что Земфира за 8 лет сильно изменилась. Ярослав Забалуев из РБК сказал, что «Бордерлайн»— «попросту захватывающая запись».
Альбом попал в рейтинг 50 лучших отечественных альбомов 2021 года по версии The Flow, заняв 45-е место. Редактор The Flow добавил, что достоинство пластинки заключается в том, что певица не «гонится за популярностью».
Музыкальные критики Дмитрий Мех, Олег Кармунин, Николай Кубрак, Сергей Степанов, Лео Ковалев, Андрей Саморуков, Борис Барабанов назвали «Бордерлайн» в числе лучших альбомов года. Яндекс Музыка назвала Земфиру «камбэком года». Музыкальная премия «Виктория» назвала Земфиру лучшим рок-исполнителем года. Музыкальная премия «Родной Звук» наградила «Бордерлайн» за «Лучший альбом года по версии подписчиков».

## Список композиций
Слова и музыка всех песен — Земфира Рамазанова.
| №                   | Название            | Длительность |
| ------------------- | ------------------- | ------------ |
| 1.                  | «Таблетки»          | 4:04         |
| 2.                  | «Ок»                | 4:05         |
| 3.                  | «Этим летом»        | 3:09         |
| 4.                  | «Пальто»            | 4:29         |
| 5.                  | «Камон»             | 3:28         |
| 6.                  | «Том»               | 3:47         |
| 7.                  | «Жди меня»          | 3:16         |
| 8.                  | «Абъюз»             | 5:30         |
| 9.                  | «Остин»             | 4:30         |
| 10.                 | «Мама»              | 3:07         |
| 11.                 | «Крым»              | 3:40         |
| 12.                 | «Снег идёт»         | 4:50         |
| Общая длительность: | Общая длительность: | 47:55        |

## Участники записи
- Земфира — автор, вокал, акустическая гитара (трек 5), клавишные (треки 9, 12), программирование, продюсирование
- Дмитрий Емельянов — автор (трек 10), клавишные, гитара (треки 8, 9, 12), бас (трек 6), акустическая гитара (трек 6), сведение (треки 3, 9, 10, 11), программирование, продюсирование
- Лука (Артур Рамазанов) — бас (треки 1, 3), гитара (трек 1), продюсирование (треки 1, 3)
- Александр Зингер — ударные (треки 3, 4, 5, 8, 10)
- Артём Тильдиков — бас (треки 5, 8, 10, 11)
- Дмитрий Павлов — гитара (треки 3, 4, 5, 6), бас (трек 4)
- Дэн Маринкин — ударные (трек 9)
- Денис Лифленг — барабаны (треки 1, 11)
- Стив Барнард — барабаны (трек 2)
- Эш Соан — барабаны (трек 6)
- Дариус Кеелер — гитара, клавишные, продюсирование (трек 2)
- Дэнни Гриффитс — продюсирование (трек 2)
- Джошуа В. Смит — сведение (треки 1, 4, 5, 6)
- Джолион Томас — сведение (треки 2, 8, 9, 12)
- Рожден Ануси — сведение (трек 7)
- Джордж Шиллинг — мастеринг
- Дэмна Гвасалия — идея обложки
- Даниил Лебедев — дизайн обложки
- Pop Farm — менеджмент

## Награды и номинации
| Год  | Награда                                               | Номинированная работа | Категория                             | Результат |
| ---- | ----------------------------------------------------- | --------------------- | ------------------------------------- | --------- |
| 2020 | Российская национальная музыкальная премия «Виктория» | «Крым»                | Лучшая рок-группа или рок-исполнитель | Номинация |
| 2021 | Berlin Music Video Awards                             | «Остин»               | Лучшее музыкальное видео              | Победа    |
| 2021 | Berlin Music Video Awards                             | «Остин»               | Лучшая концепция                      | Победа    |
| 2022 | Чартова дюжина                                        | «Бордерлайн»          | Альбом                                | Номинация |